# Bernadette Schneider
Bernadette Schneider ist eine österreichisch-französische Moderatorin.

## Leben
Die Tochter eines Österreichers und einer Französin war ab den späten 1960er-Jahren bis Anfang der 1990er beim österreichischen Fernsehsender ORF als Co-Moderatorin eines Französisch-Fremdsprachen-Bildungskurses und der Kindersendung Am dam des sowie als Fernsehansagerin tätig.
Schneiders jüngere Schwester ist die Schauspielerin Mijou Kovacs.

## Filmografie und TV
- 1982: Am dam des (Kindersendung im ORF)
- 1983: Wagner – Das Leben und Werk Richard Wagners (TV-Miniserie)
- 1991: Trivial Pursuit (Kinder-Quizsendung im ORF, 20 Episoden, Ausstrahlung samstags)
- 1998: Suzie Washington[2]
- 2009: Lourdes